# 圣旺-栋普罗
圣旺-栋普罗（法語：Saint-Ouen-Domprot，法語發音：[sɛ̃.t‿wɛ̃ dɔ̃pʁo]）是法国马恩省的一个市镇，位于该省东南部，属于维特里勒弗朗索瓦区。该市镇于1834年由原市镇圣旺（Saint-Ouen）和栋普罗（Domprot）合并而成。

## 地理
圣旺-栋普罗（48°36'33"N, 4°24'30"E）面积37.28 平方千米，位于法国大東部大區马恩省，该省份为法国东北部内陆省份，北起阿登省，西北接埃纳省，西南接塞纳-马恩省，南至奥布省，东南接上马恩省，东临默兹省。
与圣旺-栋普罗接壤的市镇（或旧市镇、城区）包括：当皮埃尔、多农、吕特尔、布雷邦、沙普莱讷、科尔贝伊、安博维尔、勒梅蒂耶尔瑟兰、松苏瓦。

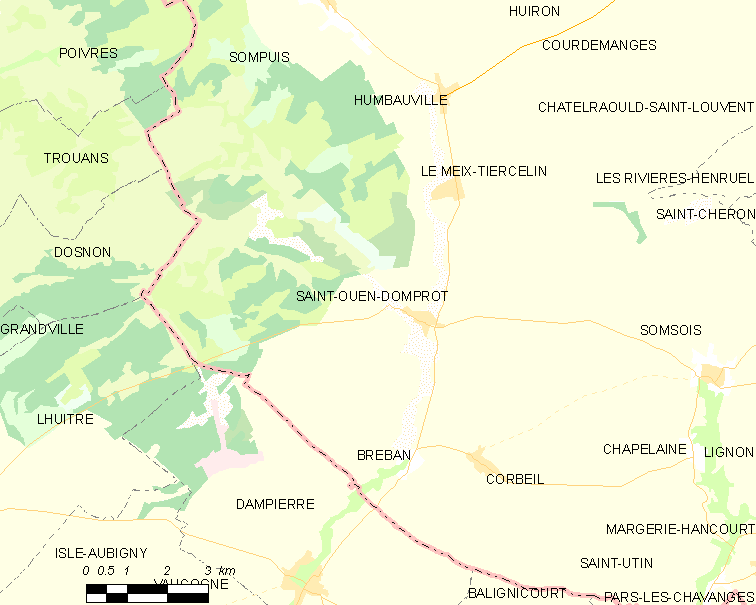
圣旺-栋普罗的OSM定位图

圣旺-栋普罗的时区为UTC+01:00、UTC+02:00（夏令时）。

## 行政
圣旺-栋普罗的邮政编码为51320，INSEE市镇编码为51508。

## 政治
圣旺-栋普罗所属的省级选区为维特里勒弗朗索瓦-香槟-代尔县。

## 人口

1962-2008年间圣旺-栋普罗人口变化图示

圣旺-栋普罗于2022年1月1日时的人口数量为201人。